# Jakob Stratner
Jakob Stratner (* Grätz (= Gräz?); † 1550 in Bad Wildbad) war ein evangelischer Theologe und Reformator.

## Leben
Kurfürstin Elisabeth von Brandenburg erreichte es beim Markgrafen Georg von Brandenburg-Ansbach, dass er seine beiden Hofprediger Stratner und Andreas Althamer nach Küstrin beurlaubte. Markgraf Johann von Küstrin hatte die Reformation angenommen, Messe und Klöster aufgehoben, Martin Luthers Katechismus und die Nürnberger Kirchenordnung von 1533 eingeführt. Sodann ließ er durch die beiden fränkischen Theologen eine Visitation halten. 
Indessen hatte Kurfürst Joachim II. Stratner ausgewählt, neben Georg III. von Anhalt, Johann Agricola Eisleben, Georg Buchholzer und Georg Witzel, an der neuen Kirchenordnung für die Mark mitzuwirken. Den ersten Entwurf lehnte Philipp Melanchthon ab. Der zweite Entwurf, der auf der Nürnberger Kirchenordnung beruhte, wurde 1533 in Kraft gesetzt und nach Widerständen 1540 angenommen.
Der Kurfürst übernahm Stratner 1539 als Hofprediger und ernannte ihn nach der Fertigstellung der Kirchenordnung zum Generalsuperintendenten der Kurmark. Dies nahm aber Stratner nicht an, weil ihm die Mitarbeiter und die Verhältnisse nicht zusagten. Sein Landesherr, der ihn nur für eine begrenzte Zeit beurlaubt hatte, bestellte ihn nunmehr zum Hofprediger auf Lebenszeit. Dadurch hatte Stratner eine feste Rückendeckung. Als die Spannungen in Berlin nicht nachließen, schrieb Stratner an Luther und klagte ihm seine Not. Luther mahnte ihn dazubleiben, sofern sich noch einige Menschen dort fänden, die ihn brauchten. Offenherzig sagte er im Blick auf die Berliner Kirchenpolitiker: „Große Narren müssen große Schellen haben.“ Stratner suchte nach einer Gelegenheit, um Berlin zu verlassen. 1543 war er wieder in Ansbach in seinem Amt. Über sein weiteres Leben ist nichts bekannt.